# Palazzo Stanga-Rossi di San Secondo
Il Palazzo Stanga-Rossi di San Secondo è un palazzo storico ubicato nel centro storico di Cremona in Lombardia.

## Storia

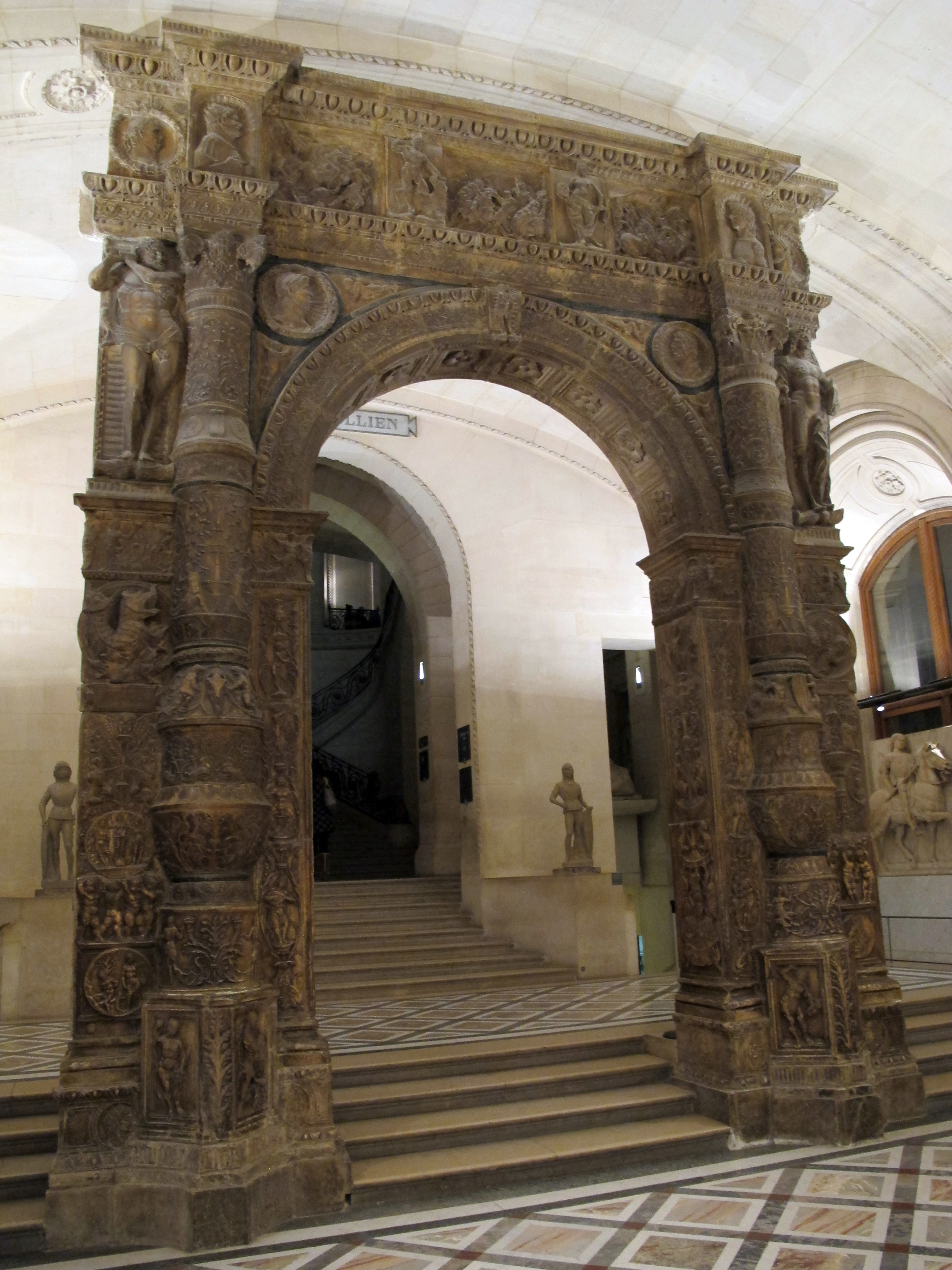
Portale originale del palazzo conservato al Museo del Louvre.

Il palazzo fu costruito nell’ultimo decennio del XV secolo dal marchese Cristoforo Stanga, fido luogotenente di Gian Galeazzo Visconti. 
Agli inizi del XVIII secolo fu comprato da Scipione I de' Rossi, e il suo successore, Federico II de' Rossi lo ristrutturò completamente facendogli perdere l'aspetto originale.
Alcune vestigia del palazzo quattrocentesco restano visibili sul fronte laterale che dà su un vicolo. 
Nel 1870 l'edificio fu ceduto dai Rossi di San Secondo all'ingegner Simone Maggi che, nel 1875-80 rimise mano alla facciata. In tale intervento  vennero rimosse le bocche di drago collegate alle grondaie e si rifece il portale in stile neo-barocco per raccordarlo all'insieme. Il vecchio portale marmoreo scolpito nel 1490 da Giovanni Pietro da Rho, con le figure di Ercole e Perseo, venne rivenduto ad un antiquario di Marsiglia di nome Weiss che a sua volta lo rivendette a prezzo doppio al Museo del Louvre di Parigi dove tuttora è possibile ammirarlo.
Un calco della scultura originale è presente nella Sala del Consiglio del Palazzo comunale. 
Il palazzo è stato acquistato dalla famiglia Strozzi nel 2011.

## Descrizione

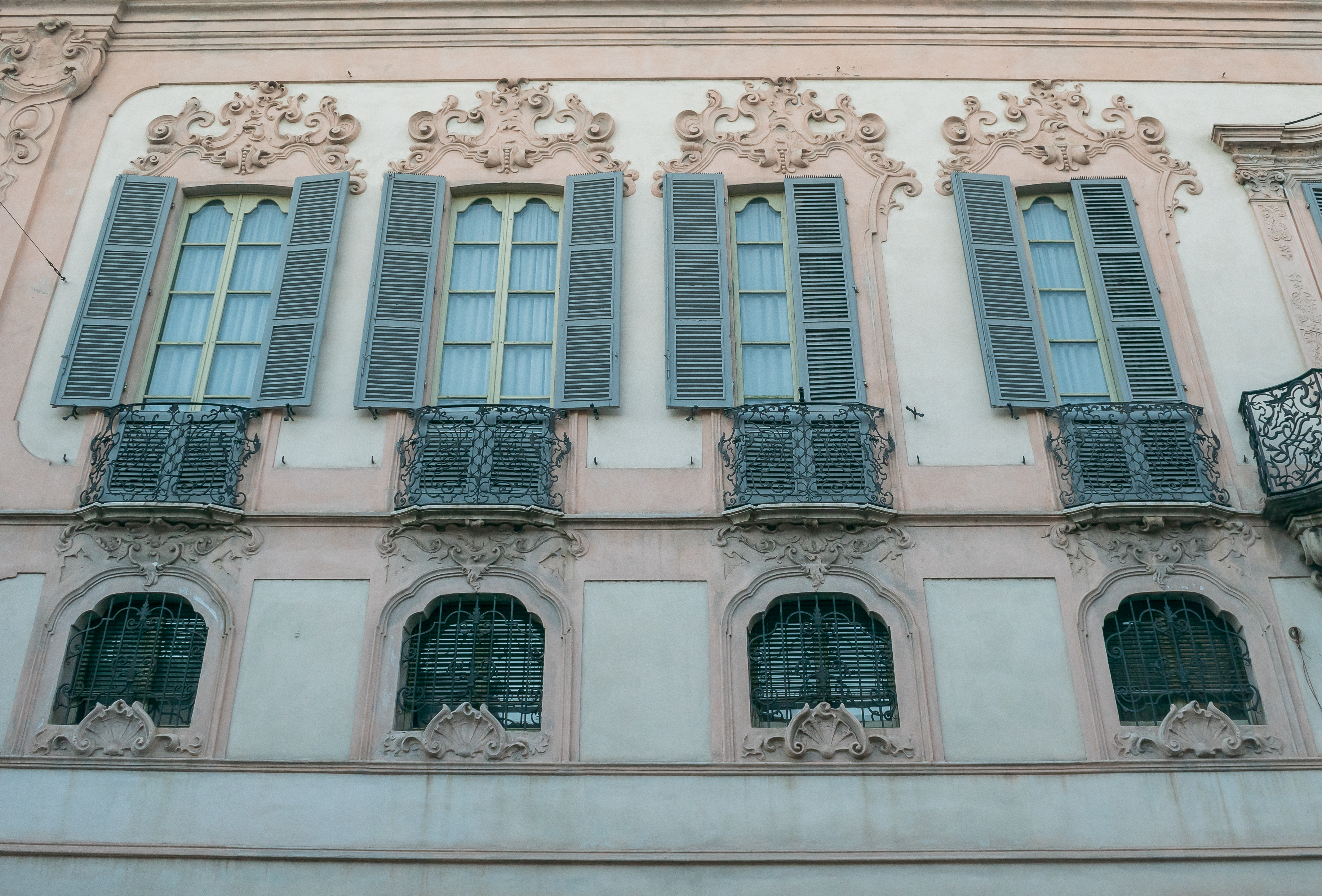
Le finestre barocche della facciata.

L'aspetto dell'edificio è quello che gli è stato conferito dalla completa ristrutturazione commissionata da Federico II de' Rossi, marchese di San Secondo. Caratterizzato da un cortile centrale, l'accesso al piano nobile è garantito da uno scalone monumentale che si biforca a "T" dal pianerottolo al quale si giunge al termine della prima rampa. Lo scalone è impreziosito da una balaustra in pietra traforata e scolpita del periodo tardo barocco mentre il vano è decorato con dipinti e stucchi. Al piano nobile si notano cornici sagomate e decori in ferro battuto, sale a travi dipinte e un grande salone affrescato che era utilizzato come sala di rappresentanza.
Degli esterni si apprezza l'aspetto barocco della facciata, mentre nella parte che conserva ancora l'aspetto quattrocentesco si possono notare le finestre centinate e le particolari gronde dalla forma sgusciata.
In un documento del 1715, nel periodo rossiano, una descrizione degli arredi del palazzo mette in evidenza una collezione cospicua di quadri fra i quali ritratti di personaggi illustri della famiglia Rossi, arazzi e importanti arredi.